# Прокопівка (Куп'янський район)
Про́копівка — село в Україні, у Куп'янському районі Харківської області. Входить до складу Куп'янської міської громади. Населення становить 117 осіб. До 2020 року орган місцевого самоврядування — Осинівська сільська рада.

## Географія
Село Прокопівка знаходиться на правому березі річки Сенек, вище за течією на відстані 3 км розташоване село Пойдунівка, нижче за течією примикає село Болдирівка, на протилежному березі — село Стінка. На протилежному березі проходить залізниця, станція Прокопівка.

## Населення
За переписом населення 2001 року в селі мешкало 116 осіб.

### Мова
Розподіл населення за рідною мовою за даними перепису 2001 року:
| Мова            | Кількість | Відсоток |
| --------------- | --------- | -------- |
| українська      | 72        | 61.54%   |
| циганська       | 33        | 28.21%   |
| російська       | 9         | 8.45%    |
| словацька       | 1         | 0.85%    |
| інші/не вказали | 1         | 0.85%    |
| Усього          | 117       | 100%     |